# 亚伯拉罕·克雷斯克斯
亚伯拉罕·克雷斯克斯（Abraham Cresques，加泰隆尼亞語發音：[əβɾəˈam ˈkɾeskəs]，1325年—1387年），14世纪犹太人制图师，来自马略卡帕尔马。1375年，与他的儿子耶胡达·克雷斯克斯合作完成了《加泰罗尼亚地图集》。

## 加泰罗尼亚地图集

加泰罗尼亚地图集

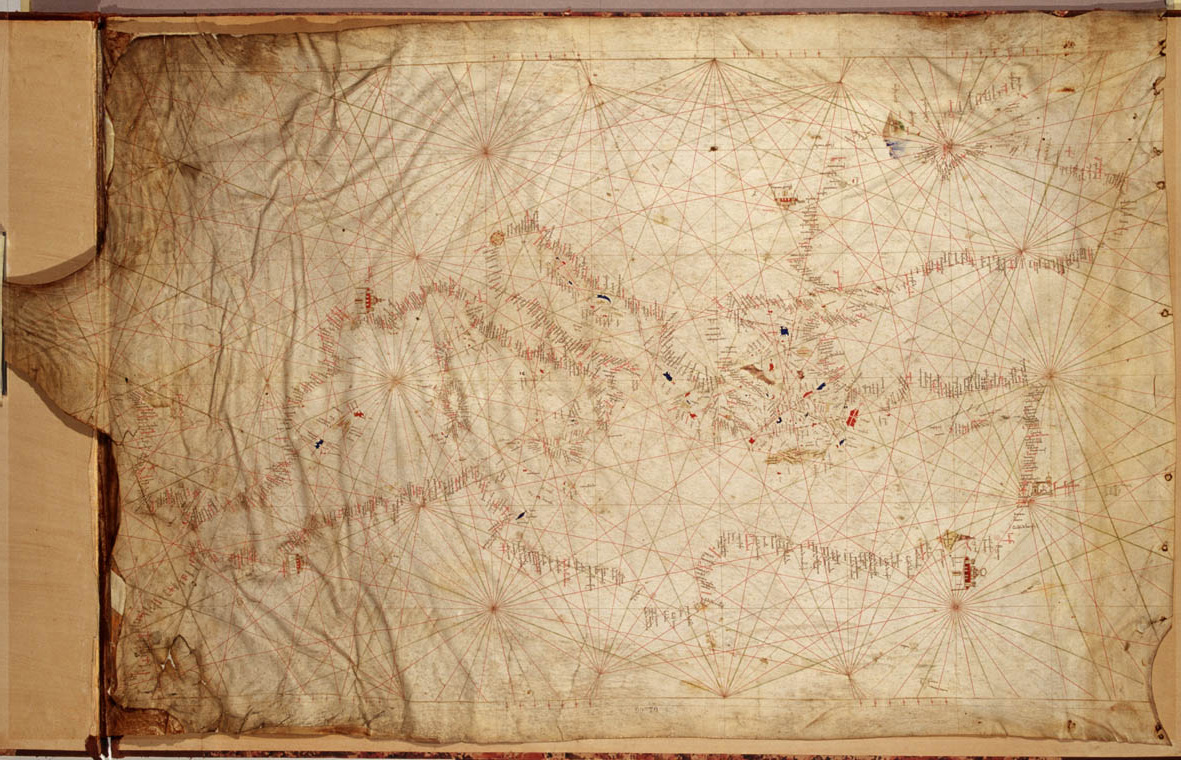
威尼斯海图 (It.IV,1912), 威尼斯圣马可图书馆
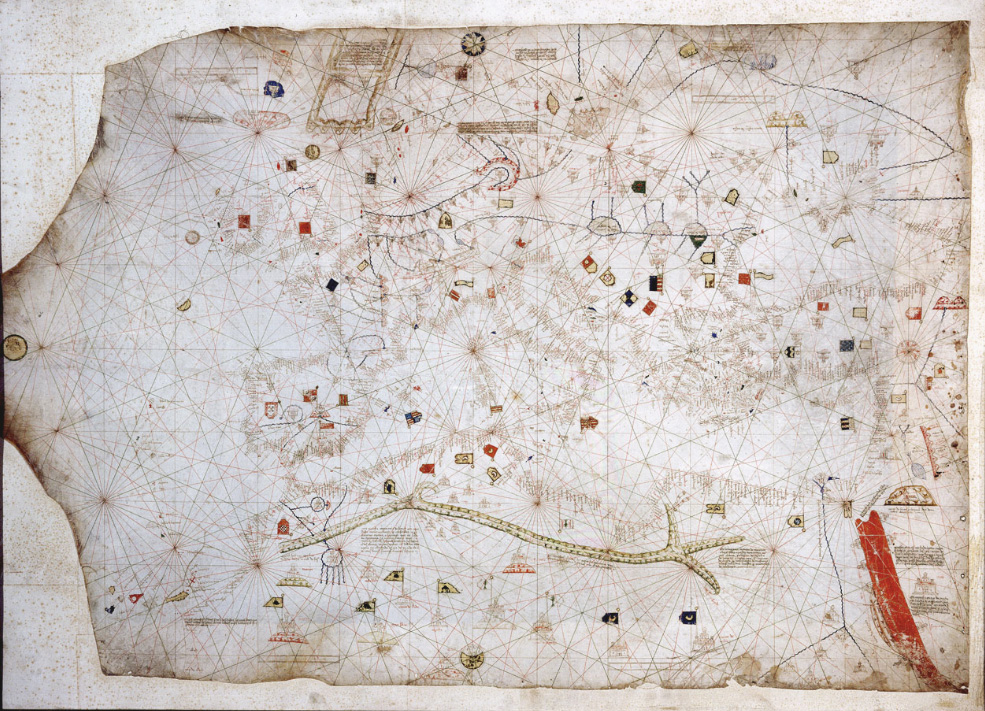
那不勒斯海图 (XII.D102), 那不勒斯維托里奧·埃馬努埃萊三世國家圖書館
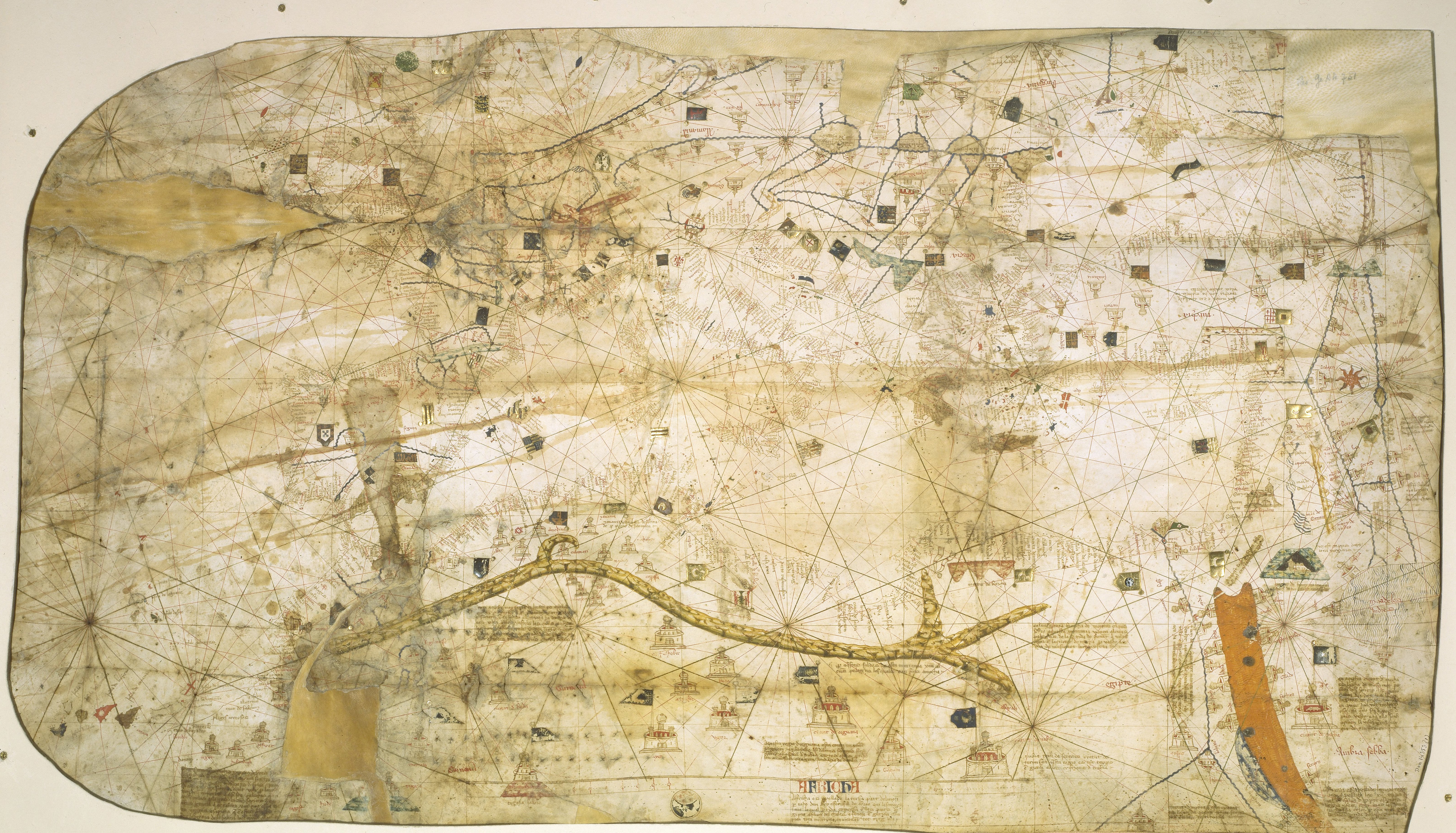
巴黎海图 (AA751), 巴黎法國國家圖書館
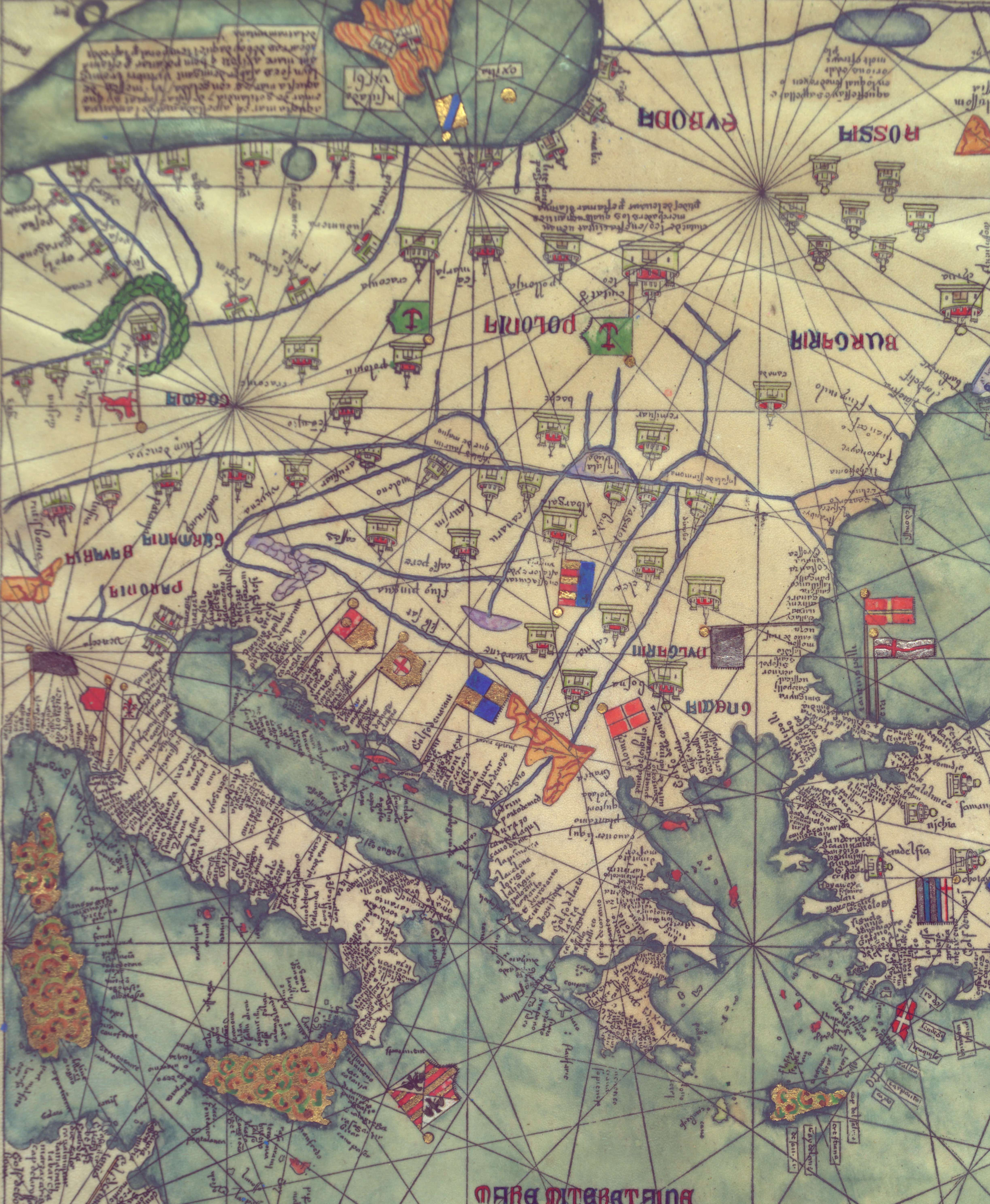
加泰罗尼亚地图集的东欧部分